# الطاقة في إفريقيا

يتفاوت استخدام الطاقة وتنميتها في إفريقيا بشكل كبير في أنحاء هذه القارة، حيث تصدّر بعض البلدان الأفريقية الطاقة إلى الدول المجاورة أو السوق العالمية، بينما تفتقر دول أخرى في القارة إلى البنى التحتية الأساسية أو الأنظمة التي تمكّنها من الحصول على الطاقة.
وقد ذكر البنك الدولي أن 32 دولة من أصل 48 دولة في قارة أفريقيا تعاني من أزمة طاقة. إذ لم يواكب تطوير الطاقة الطلب المتزايد في المناطق النامية، الأمر الذي وضع ضغطًا كبيرًا على الموارد الحالية للقارة خلال العقد الأول من القرن الحالي. فمنذ عام 2001 إلى عام 2005، ارتفع الناتج المحلي الإجمالي لأكثر من نصف بلدان إفريقيا جنوب الصحراء بأكثر من 4.5٪ سنويًا، بينما نمت قدرة التوليد بمعدل 1.2٪.

## نظرة عامة

### إحصائيات
| الطاقة في أفريقيا                                         | الطاقة في أفريقيا | الطاقة في أفريقيا | الطاقة في أفريقيا | الطاقة في أفريقيا | الطاقة في أفريقيا | الطاقة في أفريقيا         |
|                                                           | رأس المال         | الطاقة الأولية    | إنتاج             | تصدير             | الكهرباء          | انبعاث ثاني أكسيد الكربون |
|                                                           | مليون             | تيراوات/ ساعة     | تيراوات/ ساعة     | تيراوات/ ساعة     | تيراوات/ ساعة     | طن متري                   |
| --------------------------------------------------------- | ----------------- | ----------------- | ----------------- | ----------------- | ----------------- | ------------------------- |
| 2004                                                      | 872               | 6815              | 11،944            | 5،059             | 477               | 814                       |
| 2007                                                      | 958               | 7،315             | 13،130            | 5675              | 554               | 882                       |
| 2008                                                      | 984               | 7618              | 13502             | 5664              | 562               | 890                       |
| 2009                                                      | 1009              | 7827              | 13177             | 5257              | 566               | 928                       |
| 2012                                                      | 1045              |                   |                   |                   | 619               | 968                       |
| تغيير 2004-09                                             | ٪15.7             | ٪14.8             | ٪10.3             | ٪3.9              | ٪18.7             | ٪14.0                     |
| Mtoe = 11.63 تيراواط ساعة، بريم. تشمل الطاقة خسائر الطاقة |                   |                   |                   |                   |                   |                           |

### التنوع الاجتماعي والاقتصادي والديموغرافي
وفقًا لتقرير التنمية العالمية الذي نشره البنك الدولي في عام 2012، فإن اقتصاد إفريقيا يقارب حجم الاقتصاد الهولندي، وهو ما يعادل حوالي ستة٪ فقط من الاقتصاد الأمريكي. يقترح أكين إيوايمي، الأستاذ في جامعة إبادان في نيجيريا، أنه من المحتمل أن تكون هناك "علاقة ردود فعل قوية بين قطاع الطاقة والاقتصاد الوطني". تشمل تحديد المؤشرات الاجتماعية والاقتصادية في أفريقيا السكان، والكثافة السكانية، ومساحة الأرض، ونسبة المواطنين الذين يعيشون في المناطق الحضرية، والناتج المحلي الإجمالي للفرد.
بشكل عام، تعد القارة الأفريقية من البلدان المصدرة للطاقة الصافية. في عام 2009، كان صافي صادرات الطاقة 40٪ من إنتاج الطاقة 13177 تيراواط ساعة. بلغت الحصة العالمية من إنتاج الطاقة في إفريقيا 12٪ من النفط و7٪ من الغاز في عام 2009.

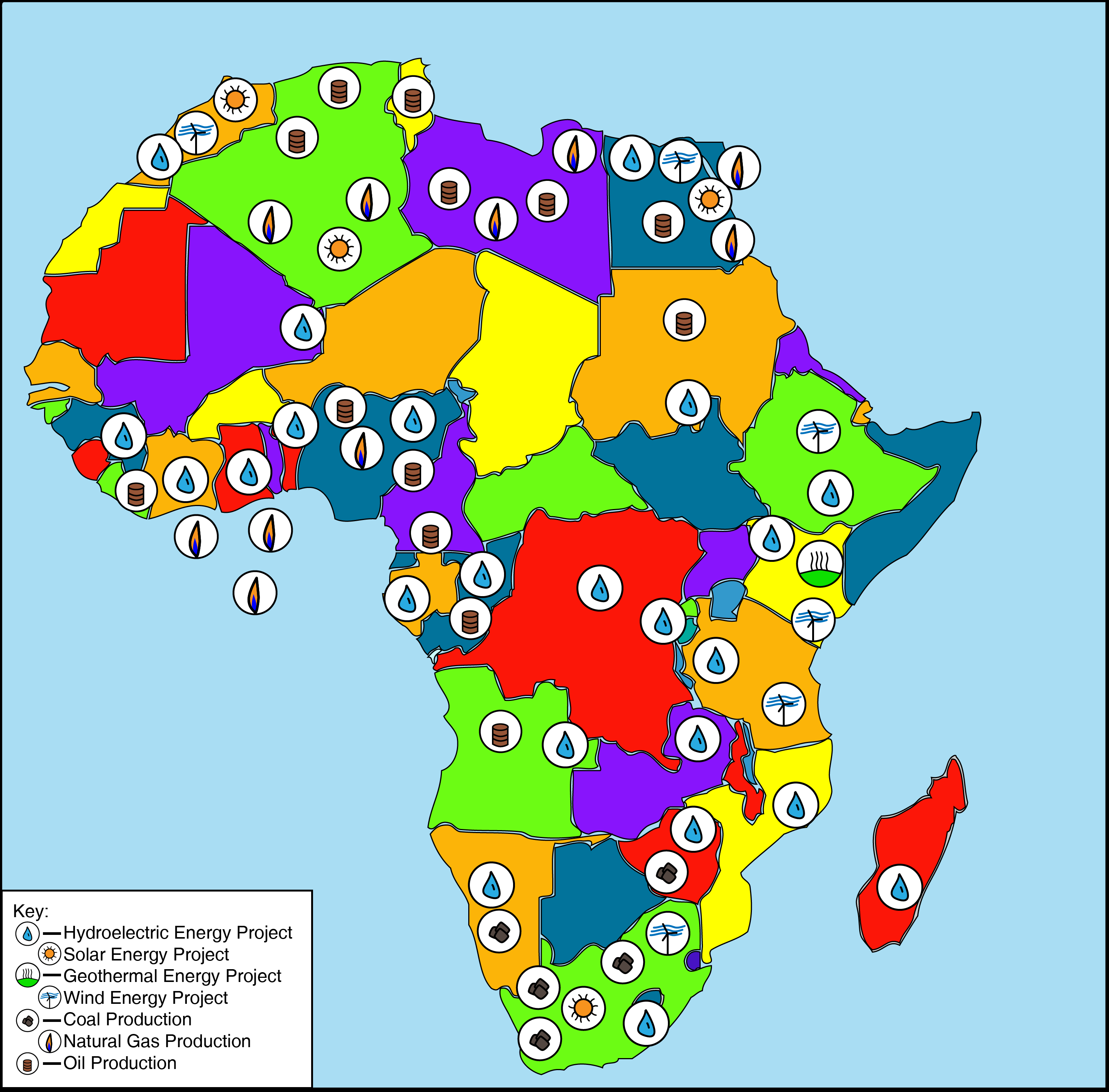
تُظهر هذه الخريطة لقطة لموارد الوقود الأحفوري ومشاريع الطاقة المتجددة في جميع أنحاء إفريقيا.

### الاستخدام الحالي للطاقة في إفريقيا
النسبة المئوية للمساكن التي تحصل على الكهرباء في أفريقيا جنوب الصحراء هي الأدنى في العالم. في بعض المناطق النائية، أقل من واحد من بين كل 20 أسرة لديها كهرباء.
الطاقة في إفريقيا هي سلعة نادرة مقارنة بالعالم المتقدم - الاستهلاك السنوي هو 518 كيلوواط ساعة في أفريقيا جنوب الصحراء، نفس كمية الكهرباء التي يستخدمها الفرد في منظمة التعاون الاقتصادي والتنمية ( مثال الولايات المتحدة) في 25 يومًا.
يعيش أكثر من 500 مليون شخص بدون كهرباء. وفي جميع أنحاء القارة، لا يستطيع سوى 10٪ من الأفراد الوصول إلى الشبكة الكهربائية، ومن هؤلاء، 75٪ يأتون من أغنى شريحتين من حيث الدخل الإجمالي. أقل من 2٪ من سكان الريف في ملاوي وإثيوبيا والنيجر وتشاد يحصلون على الطاقة الكهربائية. لم يصل الإمداد بالكهرباء في إفريقيا بشكل عام إلا إلى الطبقة المتوسطة الغنية والحضرية والقطاعات التجارية، متجاوزًا عدد سكان المناطق الريفية الكبير وفقراء المناطق الحضرية.
وفقًا لمنتدى وزراء الطاقة في إفريقيا، لا تزال معظم الزراعة تعتمد بشكل أساسي على الإنسان والحيوان كمدخلات للطاقة. وتواجه صناعة الكهرباء في إفريقيا مفارقة اقتصادية وهي أن رفع الأسعار سيحظر الوصول إلى خدماتها، لكنها لا تستطيع تحمل تكلفة إنشاء بنية تحتية إضافية لخفض الأسعار وزيادة الوصول بدون رأس مال إضافي.
ظلت المعدلات الإجمالية للوصول إلى الطاقة في إفريقيا ثابتة منذ الثمانينيات، بينما شهد باقي العالم النامي زيادة في توزيع الشبكة الكهربائية بنسبة 20٪. وتعد أفريقيا جنوب الصحراء المنطقة الوحيدة في العالم التي ينخفض فيها نصيب الفرد من معدلات الوصول. فوفقًا للاتجاهات الحديثة، سيظل أكثر من 60٪ من الأفارقة جنوب الصحراء يفتقرون إلى الكهرباء بحلول عام 2020.
علاوة على ذلك، يبلغ متوسط معدل إمداد إفريقيا بالكهرباء 24٪، بينما يقترب المعدل في بقية العالم النامي من 40٪. حتى في المناطق التي تغطيها الشبكة الكهربائية، غالبًا ما تكون الطاقة غير موثوقة: إذ يفقد قطاع التصنيع الطاقة في المتوسط 56 يومًا من العام. وتنقطع الكهرباء في السنغال 25 يومًا في السنة، وفي تنزانيا 63 يومًا، وفي بوروندي 144 يومًا. يتسبب الانقطاع المتكرر للتيار الكهربائي في حدوث أضرار بالمبيعات والمعدات ويثبط الاستثمار الدولي. وفقًا لدورية أفريكان بزنس، "أدى ضعف خطوط النقل وإمدادات الطاقة غير المنتظمة إلى إعاقة نمو الشركات المحلية وثني الشركات الأجنبية عن إنشاء مصانع في القارة".
على الرغم من عدم موثوقيتها، فإن الخدمة الكهربائية في إفريقيا جنوب الصحراء تكلف أيضًا أكثر مما هي عليه في أجزاء أخرى من العالم. وتبلغ التعريفة الوقائية المطلوبة في أفريقيا جنوب الصحراء 0.13 دولار أمريكي، مقارنة بـ 0.04 دولار أمريكي وهي 0.08 دولار أمريكي في بقية العالم النامي. بالإضافة إلى ذلك، فإن أحد أكبر التحديات في محاولة خلق تنمية مستدامة في أفريقيا هو أن العديد من البلدان ذات الموارد القابلة للتصدير غير ساحلية ولا تكملك نظام للنقل.
على الرغم من أن أفريقيا تفتقر إلى نظام نقل كافٍ، فقد أدت التطورات الجديدة في الصناعة والتصنيع إلى نمو سكاني هائل، وزيادة التحضر، وارتفاع استهلاك الطاقة، والإفراط في زراعة الأراضي، والتقدم الصناعي الكبير الذي أحدثته العولمة.
صرح البروفيسور إيوايمي من جامعة إبادان في نيجيريا أن "مسألة الطاقة الأساسية التي تواجه إفريقيا [هي]... توفير والحفاظ على وصول واسع النطاق للسكان إلى إمدادات موثوقة وبأسعار معقولة من الطاقة النظيفة بيئيًا لتلبية متطلبات النمو الاقتصادي السريع وتحسين مستويات المعيشة". ووفقًا لجمعية إفريقيا، يبلغ النمو السكاني في إفريقيا جنوب الصحراء 2.2٪ سنويًا ؛ لذلك، بحلول عام 2025، من المقدر أن تتكون أفريقيا من أكثر من مليار شخص. إذا كان هذا النموذج الرياضي صحيحًا، فقد تتضاعف المشكلات البيئية أو تتضاعف ثلاث مرات بحلول عام 2025.
ربما يكون المتغير المربك لهذه الاتجاهات هو أن أقل من 1٪ من الكهرباء المولدة في إفريقيا تأتي من مصادر متجددة، كما يؤكد تقرير الكتاب الأبيض حول سياسة الطاقة. كانت الأهداف الرئيسية للتقرير هي "زيادة الوصول إلى خدمات الطاقة بأسعار معقولة، وتحسين إدارة الطاقة، وتحفيز النمو الاقتصادي، وإدارة الآثار البيئية المتعلقة بالطاقة، وضمان أمن الإمداد من خلال التنويع".

### الإمكانات البيئية لأفريقيا

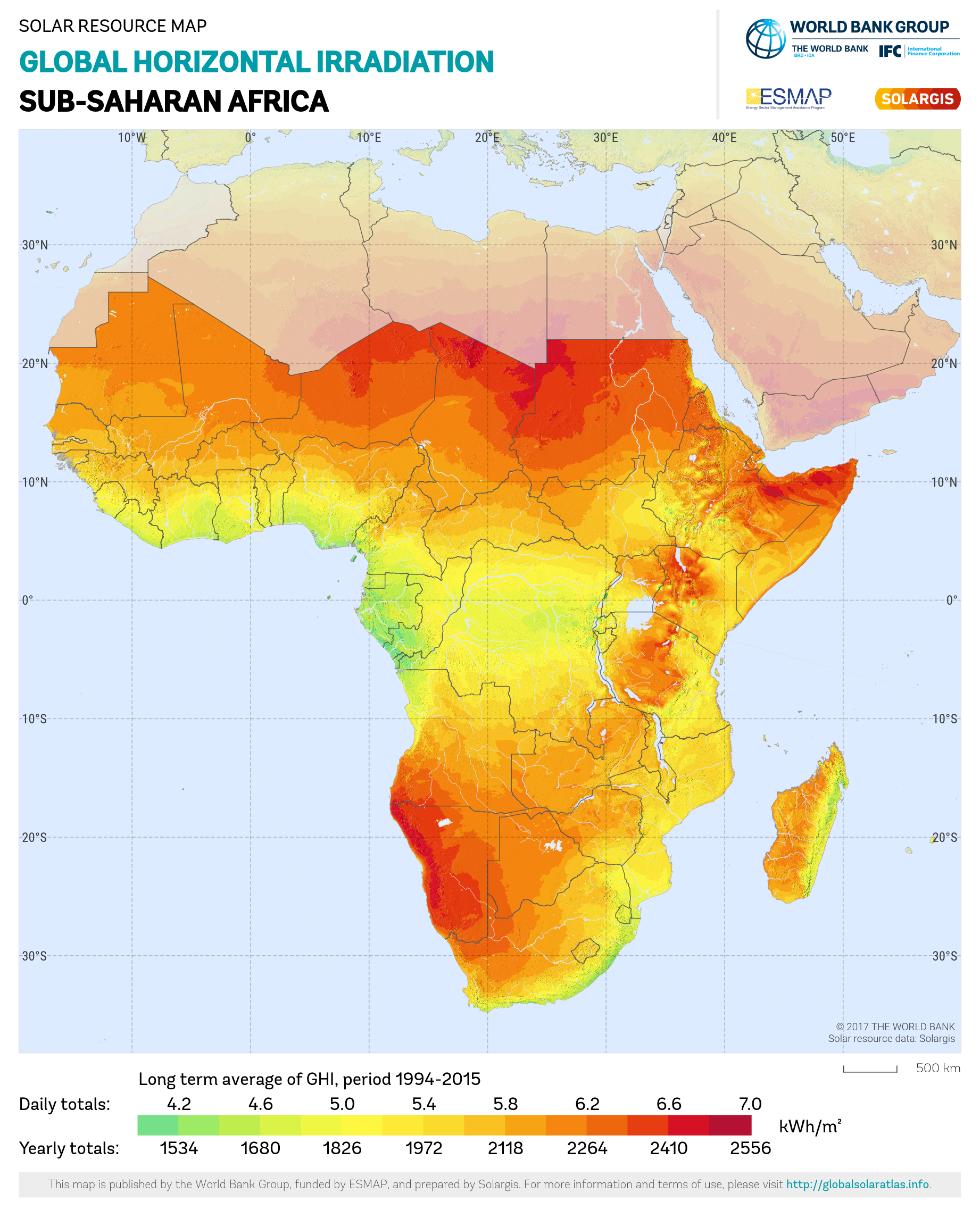
الإشعاع الأفقي العالمي في أفريقيا جنوب الصحراء.

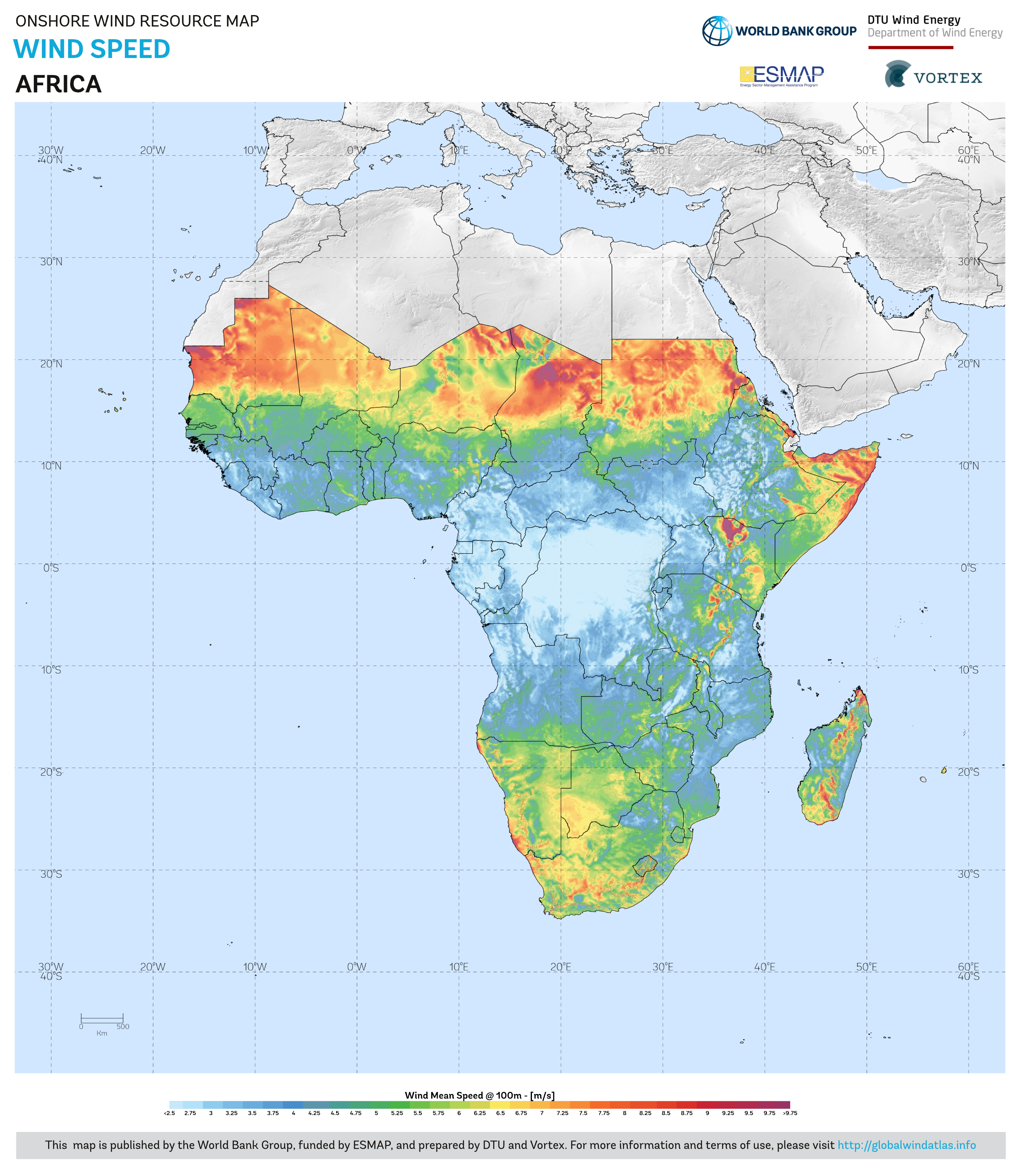
معدل سرعة الرياح في أفريقيا جنوب الصحراء الكبرى.

تتميز القارة الأفريقية بالعديد من موارد الطاقة المستدامة، والتي تم تسخير نسبة صغيرة منها فقط. تم استغلال 5-7٪ من الطاقة الكهرومائية للقارة، و0.6٪ فقط من الطاقة الحرارية الجوفية. يقدر المجلة العلمية اقتصاديات الطاقة أن استبدال طاقة الفحم في جنوب إفريقيا بالطاقة الكهرومائية المستوردة من جمهورية الكونغو الديمقراطية يمكن أن يوفر 40 مليون طن من انبعاثات ثاني أكسيد الكربون سنويًا.
وتقدر تقديرات عام 2011 قدرة الطاقة الحرارية الأرضية الأفريقية بـ 14000 ميغاواط، منها 60 ميغاواط فقط تم استغلالها. كما تحسب شبكة أبحاث سياسة الطاقة الأفريقية أن الكتلة الحيوية من النفايات الزراعية وحدها يمكن أن تلبي الاحتياجات الكهربائية الحالية لـ 16 دولة في جنوب شرق البلاد باستخدام التفلج القائم على التوليد المشترك للطاقة.
توفر صناعة السكر في موريشيوس بالفعل 25٪ من الطاقة في البلاد من التوليد المشترك للمنتجات الثانوية، مع إمكانية تصل إلى 13 ضعف هذه الكمية باستخدام تقنية التوليد المشترك للطاقة على نطاق واسع وتحسين العملية.
وفقًا لستيفن كاريكيزي، مدير شبكة أبحاث سياسة الطاقة الإفريقية وزميله وائلي كيثوما، فإن إفريقيا تحتل المرتبة الثالثة في احتياطيات النفط الخام (بعد الشرق الأوسط وأمريكا اللاتينية)، وثالث أكبر احتياطيات الغاز الطبيعي (بعد الشرق الأوسط وأوروبا). )، وثاني أكبر اليورانيوم (بعد أستراليا)، وتملك إمكانات وفيرة في الطاقة المائية وغيرها من الطاقة المتجددة، مثل الطاقة الحيوية والطاقة الشمسية.
يوضح البروفيسور إيوايمي أن هناك مصادر طاقة تقليدية في إفريقيا: الطاقة الكهرومائية والوقود الخشبي، والفحم الحجري، والنفط الخام، والغاز الطبيعي والوقود النووي، وهناك مصادر طاقة غير تقليدية، مثل الطاقة الشمسية، والطاقة الحرارية الأرضية، والكتلة الحيوية، والنفط ورمال القطران، والرياح الطاقة وطاقة المد والجزر.
بالإضافة إلى ذلك، تمتلك جنوب إفريقيا وحدها سادس أكبر احتياطي من الفحم على هذا الكوكب، بعد الصين والولايات المتحدة والهند وروسيا وأستراليا. تشمل الموارد المتجددة المحددة في جنوب إفريقيا الطاقة الشمسية وطاقة الرياح والطاقة المائية وطاقة الأمواج والطاقة الحيوية.

### القدرات البشرية للطاقة في أفريقيا
يقترح البروفيسور إيوايمي أن "الاستخدام التجاري للطاقة يظل عاملاً رئيسياً في التنمية البشرية". يمكن أن تشمل الطاقة التجارية أنظمة تعمل بالطاقة الشمسية وما شابه ذلك.
بالإضافة إلى ذلك، تقر الجمعية الأفريقية بأن الكثير من تسهيل إفريقيا الواضح للفقر هو نتيجة لتدهور الزراعة والأراضي الصالحة للزراعة، وكذلك سوء إدارة الموارد المائية. كما أن هناك عامل كبير يسهم في هذه الأحداث وغيرها، مثل المجاعة، هو إزالة الغابات. وبالتالي، فإن إمكانات الطاقة النظيفة في إفريقيا يمكن أن تقلل من التدهور البيئي، وبالتالي من الفقر.
ولتقديم مثال على ذلك، فإن تنفيذ تكنولوجيا وقود الديزل الحيوي لديه القدرة على خلق فرص العمل، فضلاً عن التنمية الاقتصادية المترتبة على ذلك في المجتمعات الريفية المحرومة. يتيح هذا الشكل من الطاقة النظيفة أيضًا أمن الطاقة للعديد من الدول في جميع أنحاء العالم بما في ذلك تلك الموجودة في إفريقيا، ويقلل من انبعاثات غازات الاحتباس الحراري بشكل كبير إلى حد ما.

#### نهج القدرات
تبنى سين، الاقتصادي الهندي، مفهومًا يشار إليه باسم "نهج القدرات"، والذي يقترح فيه أنه "يمكن تحديد الفقر بشكل معقول من حيث الحرمان من القدرات". علاوة على ذلك، يقول إن "الحرمان النسبي من حيث الدخل يمكن أن يؤدي إلى حرمان مطلق من حيث القدرات". إنه يعتقد أن حرية تحقيق الرفاهية لها أهمية كبيرة، ويمكن أن تؤدي إلى زيادة القدرات. يمكن للطاقة أن تسهل قدرًا كبيرًا من الحرية، حيث يمكن للأفراد الوصول إلى مجموعة متنوعة من الموارد.

### التحديات التي تواجه الطاقة في أفريقيا
تعد التكلفة الرأسمالية العالية المقدّمة للعديد من الموارد، ولا سيما الموارد المتجددة، أحد أهم العوائق التي تحول دون تطوير سوق الطاقة. تشمل التحديات الأخرى الافتقار إلى الأمن الغذائي ومحدودية الموارد المائية، لأن هذه العوامل ضرورية للحياة وبالتالي فهي لها الأولوية على بدء الطاقة.

## استخدام الطاقة وتوافرها

### شمال أفريقيا
منطقة شمال أفريقيا هي المهيمنة في النفط والغاز، حيث تمتلك ليبيا ما يقرب من 50٪ من احتياطيات النفط المتاحة في أفريقيا. خصصت ليبيا 5 مليارات دولار أمريكي لتأكيد البرامج واللوائح التي من شأنها تقليل انبعاثات الكربون. كما توجد الموارد، مثل النفط والغاز، في الجزائر، بالإضافة إلى الغاز الطبيعي. وفقًا لقطاع الطاقة المتجددة في شمال إفريقيا، تعد الطاقة الشمسية مهمة للغاية في شمال إفريقيا. بلغ إجمالي الطاقة المركبة في منطقة شمال إفريقيا حوالي 61.6 جيجاوات في عام 2012. يتكون هذا في الغالب من المحاسبة المائية لما يقرب من 10٪.

### جنوب افريقيا

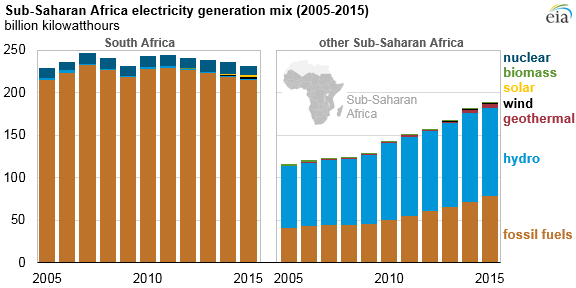
مصادر الطاقة في أفريقيا جنوب الصحراء. يشكل الوقود الأحفوري والطاقة الكهرومائية الحصة الأكبر من الكهرباء في أفريقيا جنوب الصحراء.

تمتلك جنوب إفريقيا 91٪ من إجمالي احتياطيات الفحم في إفريقيا و70٪ من الموارد النووية / اليورانيوم في إفريقيا، وفقًا للبروفيسور إيوايمي. يتبع الجنوب الأفريقي وسط أفريقيا عن كثب في الموارد المائية ؛ يمكن العثور على إمكانات الطاقة الكهرومائية بشكل خاص في جمهورية الكونغو الديمقراطية وموزمبيق وزامبيا والكاميرون وإثيوبيا والسودان ونيجيريا. انضمت موزامبيق على وجه الخصوص إلى مبادرة دولية لتطوير خطة عمل للطاقة، للمساهمة في الطاقة المستدامة للجميع.
وفقًا لجمعية إفريقيا، ساعد برنامج العيش في بيئة محدودة التابع للوكالة الأمريكية للتنمية الدولية في تشكيل 15 منطقة محمية في جنوب إفريقيا، تضم ما يقرب من 40 ألف فرد من المجتمع، تُعرف باسم المحميات في ناميبيا.
تمتلك دولة جنوب إفريقيا وحدها سادس أكبر احتياطي من الفحم على هذا الكوكب، بعد الصين والولايات المتحدة والهند وروسيا وأستراليا. تشمل الموارد المتجددة المحددة في جنوب إفريقيا الطاقة الشمسية وطاقة الرياح والطاقة المائية وطاقة الأمواج والطاقة الحيوية.
اعتبارًا من عام 2017، تمر زامبيا بأزمة طاقة هائلة بدأت في يونيو. في لوساكا، إذ يتسبب انقطاع التيار الكهربائي لمدة ثماني ساعات في جعل العائلات تطبخ على نار الفحم. والسبب في ذلك هو قلة هطول الأمطار، مما يؤدي إلى انخفاض إنتاج الطاقة الكهرومائية.
على الرغم من التحسينات الأخيرة والتوسع السريع في صناعة الطاقة الشمسية خارج الشبكة في إفريقيا جنوب الصحراء خلال السنوات العشر الماضية، لا يزال حوالي 600 مليون شخص في المنطقة يفتقرون إلى الطاقة.

### شرق أفريقيا
تصور الجمعية الأفريقية أن تعزيز الاستخدام المستدام للموارد الطبيعية يحدث في كينيا وأوغندا ؛ تعمل كينيا وأوغندا على "تحسين إدارة الحياة البرية المجتمعية، وتعزيز الغابات والإدارة البيئية، وتعزيز الإدارة المتكاملة للمناطق الساحلية... [هذا] يقلل النزاعات بين المجتمعات والمناطق المحمية من خلال تعزيز حقوق الوصول، وتقاسم الإيرادات..."، إلخ. كما نظمت كينيا خطة طاقة مفيدة لدعم التنمية والنمو الاقتصادي.
الهدف في تنزانيا هو الحفاظ على التنوع البيولوجي. "تدعم الوكالة الأمريكية للتنمية الدولية الإجراءات المحلية في مقاطعات بانجاني وباغامويو ومكورانجا التي تعزز الإدارة المستدامة للموارد الساحلية والبحرية من خلال الإدارة المشتركة لمناطق مصايد الأسماك القريبة من الشاطئ، وتطوير المشاريع الصغيرة، والثقافة البحرية، والسياحة الساحلية." هناك أيضًا دفعة أساسية للطاقة الحرارية الأرضية في شرق إفريقيا، نظرًا للمناخ الجاف.
كما تدعم النرويج استبدال مصابيح الكيروسين ببدائل ميسرة من الطاقة الشمسية في كينيا، والوصول إلى الطاقة في المناطق الريفية في إثيوبيا من أجل نمو الوظائف وتحسين مستوى المعيشة، وتنفيذ ليبيريا لخطة المناخ.

### غرب افريقيا
زاد الوصول إلى الكهرباء في غانا بنسبة 500٪ بين عامي 1991 و2000، لكن استهلاك الفرد انخفض فعليًا خلال نفس الفترة، مما يشير إلى أن استخدام الكهرباء كان باهظ الثمن. كانت غانا أيضًا واحدة من البلدان الأولية التي وضعت خطة عمل للطاقة، استجابة لمبادرة الطاقة المستدامة للجميع.
تعد نيجيريا حاليًا أرضًا نفايات للمنتجات الإلكترونية، التي تتسرب من المعادن والمواد السامة مثل الرصاص والزئبق والكادميوم والزرنيخ والأنتيمون وثالث أكسيد إلى مصادر المياه. عند الاحتراق، تنبعث الديوكسينات المسببة للسرطان والهيدروكربونات متعددة الحلقات وتنتقل المواد الكيميائية السامة مثل الباريوم إلى التربة. أنشأت اتفاقية بازل لعام 1989 معاهدة دولية مصممة لتنظيم النفايات الخطرة من إلقاءها في العالم النامي.
في انعكاس للتصريحات التي أدلى بها مقال إيوايمي، يوجد في غرب إفريقيا بعض احتياطيات الفحم - حوالي 10٪ من الفحم في إفريقيا، وخاصة نيجيريا. تعرض غرب إفريقيا أيضًا بعض الموارد النووية. بالإضافة إلى احتياطيات الفحم، تحتوي نيجيريا على موارد الغاز الطبيعي والنفط.
"في غينيا وغرب إفريقيا، تقدم الولايات المتحدة مساهمة كبيرة في مجال حماية البيئة." ستعمل هذه الخطوات التقدمية على تحسين تقنيات الإنتاج الزراعي وتبادل الفرص التجارية. "في غينيا، تم وضع 115000 هكتار من الغابات ومزارع الأشجار تحت الإدارة المستدامة... ساعدت الوكالة الأمريكية للتنمية الدولية أكثر من 37000 مزارع لتحسين الإنتاج الزراعي من خلال ممارسات الإدارة المستدامة، وساعدت في إنشاء أكثر من 2800 شركة جديدة."
مع وجود تفاوت كبير بين المناطق الحضرية (70٪) والريفية (18٪)، يحصل 40٪ فقط من سكان بنين على الكهرباء، مما يترك أكثر من خمسة ملايين بدونها. حاليًا، 10٪ فقط من المنازل تستخدم معدات شمسية خارج الشبكة.

### افريقيا الوسطى
تتمتع إفريقيا الوسطى بموارد مائية وفيرة بسبب الأنهار المتعددة التي تمر عبر هذه المنطقة. تقدر مجلة اقتصاديات الطاقة أن استبدال طاقة الفحم في جنوب إفريقيا بالطاقة الكهرومائية المستوردة من جمهورية الكونغو الديمقراطية يمكن أن يوفر 40 مليون طن من انبعاثات ثاني أكسيد الكربون سنويًا.
تحمي أفريقيا موارد الغابات. "ستساهم الوكالة الأمريكية للتنمية الدولية بحوالي 48 مليون دولار للشراكة من خلال برنامجها الإقليمي للبيئة لوسط إفريقيا (CARPE) الناجح... والهدف هو تحسين إدارة الغابات، وتطوير وسائل مستدامة لكسب العيش لـ 60 مليون شخص يعيشون في الحوض، وخفض معدل الغابات تدهور وفقدان التنوع البيولوجي من خلال إدارة المناطق المحمية، وتحسين سياسات قطع الأشجار، وتحقيق الاستخدام المستدام للغابات من قبل السكان المحليين. "

## العوامل البشرية والطاقة

### الفقر والصحة
يكشف استخدام سخانات المياه بالطاقة الشمسية وموارد الديزل الحيوي في جنوب إفريقيا خلال السنوات الأخيرة أن الطاقة المتجددة يمكن أن تقلل بشكل كبير من الفقر، فقد أدى تنفيذ أنظمة الطاقة النظيفة إلى تحسين الصحة والرفاهية العامة للناس. يؤدي استيعاب هذه البرامج أيضًا إلى خلق فرص عمل، وتطوير تمكين الناس بسبب المستوى المحلي لتشغيل الطاقة.
"منذ مطلع القرن، قدم مشروع التنمية الريفية في شري كشيترا دارماستالا قروضًا صغيرة لمشاريع الطاقة المتجددة بإجمالي 3.2 مليون دولار للمزارعين الفقراء في ولاية كارناتاكا جنوب الهند. دفعت الاعتمادات لتركيب ما يقرب من 20,000 من محطات الغاز الحيوي وأنظمة الطاقة الشمسية المنزلية ومواقد الطهي المحسنة ومحطات الطاقة الكهرومائية ذات الحجم العائلي".

### عدم المساواة
يتمثل أحد الاهتمامات الرئيسية في جنوب إفريقيا في معالجة أوجه عدم المساواة المرتبطة بآثار حقبة الفصل العنصري. هناك أيضًا العديد من العوامل أو الأحداث الأخرى في إفريقيا التي تؤدي إلى عدم المساواة، مثل مكان الإقامة (حضري مقابل ريفي)، وحصول الفرد على الغذاء والماء والطاقة، وحرية الفرد في تحقيق الرفاهية. يشير تقرير التنمية البشرية لعام 2013 إلى أن المناطق التي بها أكبر قيم لمؤشر عدم المساواة بين الجنسين هي غرب ووسط أفريقيا ؛ وليبيريا لديها أعلى مؤشر عند 143، تليها جمهورية أفريقيا الوسطى (142)، موريتانيا (139)، كوت ديفوار (138)، والكاميرون (137).

### التعليم
يمكن للطاقة أن تسهل تطوير المدارس، وتساعد المعلمين على الوصول إلى مجموعة متنوعة من آليات التدريس، مثل أجهزة الكمبيوتر المحتملة. يمكن للطاقة أن تساهم في السماح بحرية التعليم.

## السياسة

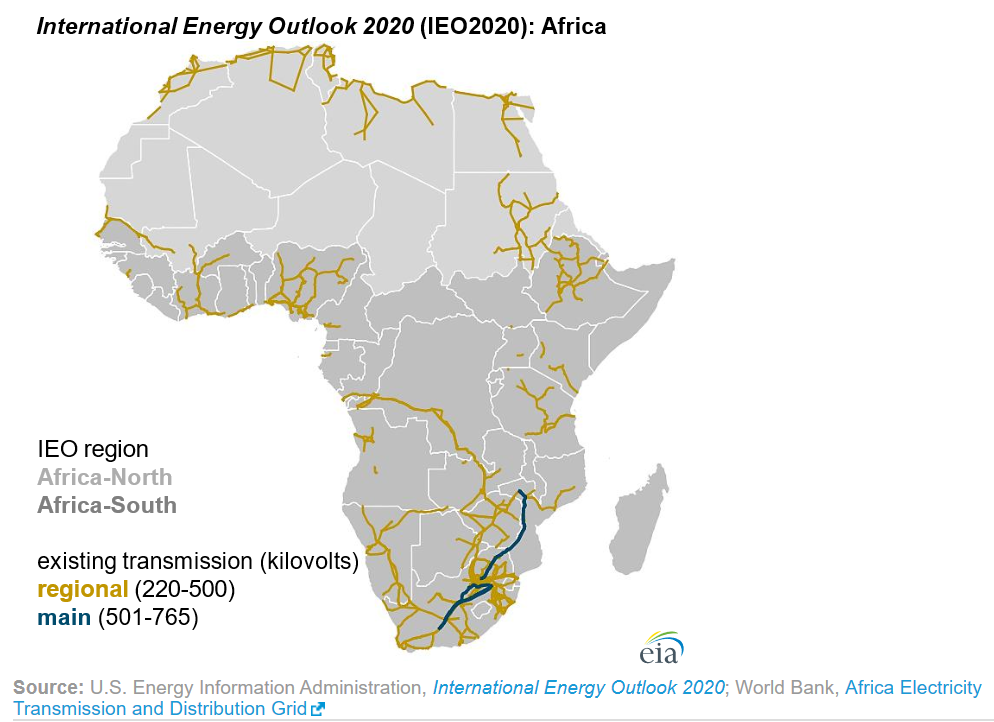
خطوط نقل الطاقة الرئيسية في أفريقيا

### جذب الاستثمار
بشكل عام، كان الاستثمار الأجنبي المباشر في أفريقيا منخفضًا. وفقًا لمنتدى وزراء الطاقة في إفريقيا، تتلقى إفريقيا ككل أقل من 2٪ من الاستثمار الأجنبي المباشر في جميع أنحاء العالم. ووجدت دراسة استقصائية عن 20 ورقة استراتيجية للحد من الفقر أعدتها البلدان في جميع أنحاء أفريقيا أن معظم الإهمال لاعتبار الطاقة أو الوصول الفردي إلى الطاقة كجزء لا يتجزأ من استراتيجية التنمية الخاصة بهم. تلعب المبادرات عبر الوطنية دورًا مهمًا في التنمية للمنطقة بأكملها أيضًا. أحد الأمثلة على التعاون الدولي لتنمية الطاقة هو خط الأنابيب بين تشاد والكاميرون.
بالإضافة إلى ذلك، "أعلنت الولايات المتحدة عن ملياري دولار أمريكي في شكل منح وقروض وضمانات قروض عبر الوكالات والإدارات الحكومية الأمريكية لمشاريع بناء القدرات والسياسات والتطوير التنظيمي والشراكات بين القطاعين العام والخاص وضمانات القروض لزيادة الاستثمار الخاص في تقنيات الطاقة النظيفة.. "
تدعم شركة إسكوم ودوك للطاقة حاليًا مبادرة لتسهيل وضع خارطة طريق كهربائية في جنوب إفريقيا. "الهدف هو ربط 500 مليون شخص بخدمات الطاقة الحديثة بحلول عام 2025".

### الخصخصة

#### الايجابيات
يتنبأ التفكير الاقتصادي بزيادة الكفاءة وانخفاض النفقات الحكومية من المقاول الخاص. نفذت خصخصة كهرباء الشمال في ناميبيا فواتير محسنة وخفضت الخسائر لخفض تعريفة الطاقة المطلوبة وخفض أسعار الطاقة. يمكن للشركات الخاصة أيضًا العمل بشكل وثيق مع الحكومة لتوفير المنافع الاجتماعية لمرفق الدولة على المدى القصير والمنافسة من السوق الخاص على المدى الطويل. لقد قامت جنوب إفريقيا بتسويق المرفق العام سابقًا شركة إسكوم، لكنها عملت معها لمواصلة توسيع الشبكة. تساعد حكومة جنوب إفريقيا في تمويل التوصيلات الجديدة وتدعم أول 100 كيلووات في الساعة شهريًا للأسر الفقيرة، بزيادة من 50 كيلووات في الساعة السابقة في الشهر. بحلول عام 2005، ارتفع معدل كهربة جنوب إفريقيا إلى حوالي 70٪ (من 30٪ في عام 1990).

#### سلبيات
يمكن أن تؤدي الخصخصة إلى زيادات في الأسعار إذا لم يكن السوق مربحًا بطريقة أخرى. يمكن للسوق غير الخاضع للتنظيم أو التنظيم الخفيف أن يميل نحو العملاء المربحين المثبتين أيضًا، متجاهلًا الفرص الأكثر خطورة لتوسيع الخدمة للعملاء الريفيين أو الفقراء. يصبح توسيع الشبكة الكهربائية أمرًا صعبًا بسبب الاستثمارات الأولية العالية المطلوبة لخدمة كثافة سكانية منخفضة.
وفقًا لمنتدى وزراء الطاقة في إفريقيا، لا يستطيع معظم العملاء الريفيين حتى تحمل تكاليف تركيب أبسط تيار أحادية الطور بمقبس كهربائي. دعم الطاقة هو أحد الحلول الممكنة، لكنه يمكن أن يؤثر بشكل غير متناسب على التركيبة السكانية الذين لديهم بالفعل إمكانية الوصول إلى الكهرباء، ويفقدون أكثر الفئات فقراً.

### إصلاح إدارة البرنامج
تعمل معظم مبادرات التنمية على مستوى المشروع الفردي، مما يؤدي إلى التجزئة وعدم الاتساق بين المشاريع التي تثبط المستثمرين على المدى الطويل. يعد الإصلاح المؤسسي أمرًا حيويًا لتحسين كفاءة تشغيل قطاع الكهرباء ككل. يفتقر النموذج الهجين الحالي العام / الخاص إلى منظمة رائدة واضحة برؤية واحدة واضحة لمستقبل النظام. فشلت عمومًا محاولات التفاوض على عقود الإدارة بشأن أجهزة المرافق، مما ترك المرافق العامة مثقلة بدعم الأجهزة يوميًا بالإضافة إلى النمو والتخطيط والتطوير. من بين 17 عقدًا أفريقيًا رفيع المستوى لإدارة الطاقة، تم إلغاء أربعة عقود قبل أن تصل إلى المدة الكاملة، ولم يتم تجديد خمسة عقود بعد دورة واحدة فقط، وتم إسقاط خمسة عقود أخرى في السنوات اللاحقة. لا يزال هناك ثلاثة فقط في أماكنهم اليوم.
يجب أن تلبي إدارة المرافق الذكية الاستثمار المتزايد في الوسط لتخصيص الموارد بذكاء وتطوير نموذج شبكة مستدام. من بين المرافق الحالية، "في المتوسط، تجسد مرافق الطاقة المملوكة للدولة في إفريقيا 40٪ فقط من ممارسات الحوكمة الرشيدة لمثل هذه الشركات".
ومع ذلك، فإن الدعم الفيدرالي للطاقة يكتسب زخماً، خاصة في جنوب إفريقيا. أنشأت حكومة جنوب إفريقيا لجنة تنفيذ مشتركة للتقدم في صناعة وقود الديزل الحيوي. تضم هذه اللجنة مجموعة متنوعة من اللجان الفرعية، مثل "تقنيات الطاقة المتجددة الجنوبية للتخفيف من حدة الفقر في جنوب إفريقيا: سخانات المياه بالطاقة الشمسية والديزل الحيوي" و"جمعية صناعة البترول الأفريقية". خطط لتعزيز الحصاد لإنتاج الإيثانول الحيوي جارية، ومكتب جنوب أفريقيا للمعايير تطوير نماذج التسعير لتمكين النمو الاقتصادي.
"سيقوم البنك الدولي ومؤسسة التمويل الدولية بتوسيع البرامج الحالية مثل إضاءة إفريقيا، التي تطور أسواق الإضاءة خارج الشبكة، لتوفير إضاءة ميسورة التكلفة لـ 70 مليون أسرة منخفضة الدخل بحلول عام 2020، بالإضافة إلى تنفيذ مبادرات جديدة مع قطاع الطاقة برنامج المساعدة الإدارية، مثل رسم خرائط موارد الطاقة المتجددة ".
تم بث المنتدى البيئي الوزاري العالمي في نيروبي، كينيا في جميع أنحاء إفريقيا، وضم فريقًا من خبراء الطاقة الذين ناقشوا النجاحات التي تحققت في مجال الطاقة في إفريقيا حتى الآن، والدروس المستفادة من التنفيذ، والتوقعات المستقبلية للطاقة.
علاوة على ذلك، أطلق برنامج الأمم المتحدة الإنمائي وصندوق تنمية رأس المال التابع للأمم المتحدة مؤخرًا برنامج البداية النظيفة العالمي، والذي سيمكن ملايين الأشخاص الفقراء في كل من إفريقيا وآسيا من التخلص من فقر الطاقة من خلال خلق فرص للتمويل الأصغر لتشجيع الأفراد الأكثر فقرًا على الشراء والاستفادة من الكهرباء. انضمت 25 دولة في إفريقيا إلى هذه المهمة العالمية: بوتسوانا، بوروندي، بوركينا فاسو، الرأس الأخضر، كوت ديفوار، جمهورية الكونغو الديمقراطية، إثيوبيا، غامبيا، غانا، غينيا، كينيا، ليسوتو، ليبيريا، ملاوي، موزمبيق، ناميبيا ونيجيريا وساو تومي وبرينسيبي والسنغال وسيراليون وتنزانيا وتوغو وأوغندا وزامبيا وزيمبابوي.

## تطويرات مستقبلية

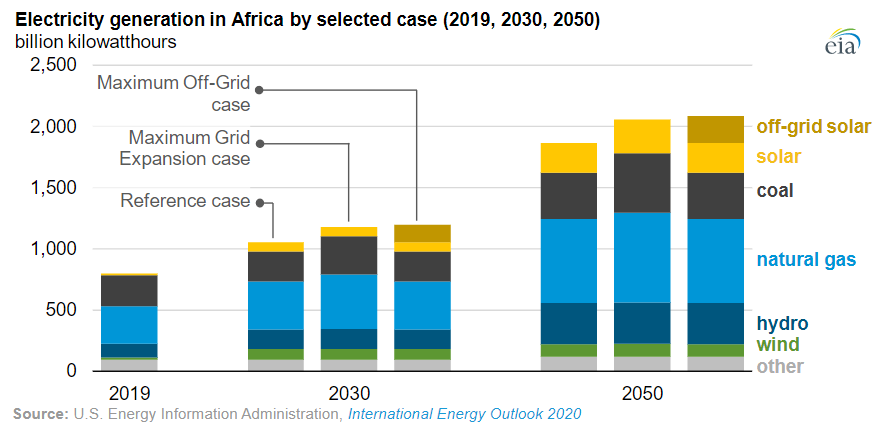
توقعات النمو اعتبارًا من عام 2020 في سوق الطاقة الأفريقية، اعتمادًا على الشبكة الكهربائية والاستثمارات خارج الشبكة

### نموذج من الاستثمارات الجارية
يدير البنك الدولي محفظة من 48 مشروعًا للطاقة في إفريقيا جنوب الصحراء باستثمارات تزيد عن 3 مليارات دولار أمريكي. تساهم الحكومات الفردية وكذلك الكيانات الخاصة أيضًا في مشاريع الطاقة الشاملة. برزت الصين والهند مؤخرًا كلاعبين كبيرين، حيث خصصت 2 مليار دولار أمريكي سنويًا لمشاريع التنمية الجديدة. ركزت الصين بشكل خاص على 10 مشاريع كبيرة للطاقة الكهرومائية، والتي من المتوقع أن تنتج مجتمعة 6000 ميجاوات أخرى من الطاقة الكهربائية. ومن المقدر أن يؤدي ذلك إلى زيادة القدرات الكهرومائية في أفريقيا جنوب الصحراء بنسبة 30٪. مشروع آخر يخضع حاليًا لاستكشاف الجدوى من شأنه تركيب منشآت كهرومائية على نهر زامبيزي، مما قد يولد 2000-2500 ميجاوات. تتلقى المشاريع الصغيرة أيضًا التمويل، مثل الجهود المبذولة لتوزيع مواقد الطهي الآمنة والأفران الفعالة لتقليل تأثيرات الكتلة الحيوية، أو مبادرات تحسين كفاءة الإضاءة، أو التوزيعات الكهربائية الصغيرة على نطاق أصغر.

### المجمعات الإقليمية
تتمثل إحدى السمات المميزة للشبكة الكهربائية في إفريقيا في عزلتها. سيساعد تشكيل مجمعات تجارة الطاقة الإقليمية على استقرار أسواق الطاقة، لكنه سيتطلب بناء بنية تحتية لخطوط النقل بين البلدان. ومن المتوقع أن يتطلب تركيب هذه الموارد استثمارات تصل إلى 19 مليار دولار أمريكي. ستوفر تجارة الطاقة الإقليمية ما يقدر بنحو 5 مليارات دولار أمريكي سنويًا من تكاليف التوليد في حالات الطوارئ، مما ينتج عنه معدل عائد بنسبة 22٪ حتى مع انكماش بنسبة 5٪. تقدر الخبيرة الاقتصادية في مجال الطاقة أورفيكا روزنيس أن التجميع الإقليمي العادل في أقل البلدان نمواً يمكن أن يدر بالفعل أموالاً في أقل من عام واحد، مع عائد سنوي على الاستثمار يبلغ 168٪.

### الاحتياجات المتوقعة
يتطلب إنشاء نظام كهربائي حديث فعال وبعيد المدى في إفريقيا استثمارات كبيرة. قدّر بنك التنمية الأفريقي أن نظام الوصول الشامل لجميع البلدان البالغ عددها 53 في أفريقيا سيكلف 547 مليار دولار أمريكي إجمالاً لتنفيذه بحلول عام 2030، أي بمتوسط يصل إلى 27 مليار دولار أمريكي سنويًا. لم يقترب إجمالي الاستثمار من هذه العلامة، وبدلاً من ذلك، كان يتأرجح حتى وقت قريب بين 1 إلى 2 مليار دولار أمريكي سنويًا. المشاركة الأخيرة من الصين والهند في حدود 2 مليار دولار أمريكي سنويًا تجعل إجمالي الاستثمار يصل إلى حوالي 4 مليار دولار أمريكي. لا يزال قطاع الطاقة يواجه فجوة مالية تصل إلى 23 مليار دولار أمريكي سنويًا، مما يحد بشدة من خياراته التنموية. تعمل في 1/4 الميزانية اللازمة للنمو والتوسع، يجب أن تحدد الشبكات الحالية معظم الأموال لصيانة الأنظمة الحالية القديمة.

## المساعدات وإمدادات الطاقة العالمية

### العلاقة بالأهداف الإنمائية للألفية
يمكن أن يؤثر الوصول إلى الأشكال الحديثة للطاقة على المعايير الاجتماعية والاقتصادية مثل الدخل والتعليم ومتوسط العمر المتوقع. يمكن للطاقة أن تعمل كمضاعف للأهداف الإنمائية للألفية من خلال قدرتها على تحفيز النمو الاقتصادي لخلق فرص العمل، وتحسين فرص التعليم، وتحسين الصحة العامة مقارنة بمصادر الطاقة الحالية. تشير الأبحاث المتعلقة بالتطورات السابقة الناجحة إلى أن الطاقة، وخاصة من النقل والصناعة، ساعدت في دفع عجلة النمو والتحديث
- القضاء على الفقر المدقع والجوع: يمكن أن يساعد الحصول على الطاقة المعاصرة في خلق فرص العمل والأنشطة الصناعية والنقل والزراعة الحديثة في أفريقيا. تحتاج معظم الأطعمة الأفريقية الأساسية إلى المعالجة، والتي يمكن أن تساعدها الطاقة الحديثة وتجعلها أكثر كفاءة. أدى الوصول إلى مواقد غاز البروبان المسال في السنغال إلى توفير كبير في الوقت المحلي وتحسين التغذية.[19]
- تحقيق التعليم الابتدائي الشامل: يُحسِّن الوصول إلى الطاقة قدرات المدارس ويقلل من عبء العمل الروتيني على الأطفال (الأطفال على وجه الخصوص)، مما يتيح لهم مزيدًا من الوقت لمتابعة التعليم. يمكن للطاقة أيضًا تحسين جودة المدارس وبناء روابط مع المجتمعات المحيطة.
- تعزيز المساواة بين الجنسين وتمكين المرأة: يمكن جعل الأنشطة المنزلية التي تقوم بها المرأة تقليديًا أكثر كفاءة، مما يترك الوقت لوسائل أخرى للتنمية الذاتية أو مدخلات اقتصادية منتجة.
- الحد من وفيات الأطفال: يمكن أن تسمح الطاقة الحديثة بالوصول الموثوق به إلى مصادر أفضل للمياه وتقلل من تلوث الهواء الداخلي من مواقد الطهي الحالية التي تحرق المواد الحيوية.
- تحسين صحة الأم: تقلل تنمية الطاقة من خطر إصابة الأم بتلوث الهواء الداخلي أو الأمراض التي تنقلها المياه. تتيح الكهرباء أيضًا إضاءة أفضل في العيادات الصحية من أجل عمليات الولادة الليلية الأكثر أمانًا. تم ربط المناطق المحيطة سيئة التهوية بأمراض الجهاز التنفسي المزمنة مثل السل والتهاب الشعب الهوائية وسرطان الرئة.[20]
- مكافحة فيروس نقص المناعة البشرية / الإيدز والملاريا وأمراض أخرى: يسمح الكهربة بالتعقيم والإضاءة والتبريد. يمكن لتقنيات الاتصال الحديثة أن تساعد أيضًا في نشر المعلومات من مسؤولي الصحة العامة.
- ضمان الاستدامة البيئية: سيؤدي الانتقال إلى نماذج الطاقة الحديثة إلى تسهيل تنمية الموارد المستدامة في المستقبل وإبطاء تدهور موارد الأراضي الحالية. ربطت الأبحاث إنتاج الفحم بالتصحر وإزالة الغابات.[15]